# Arma (Gott)

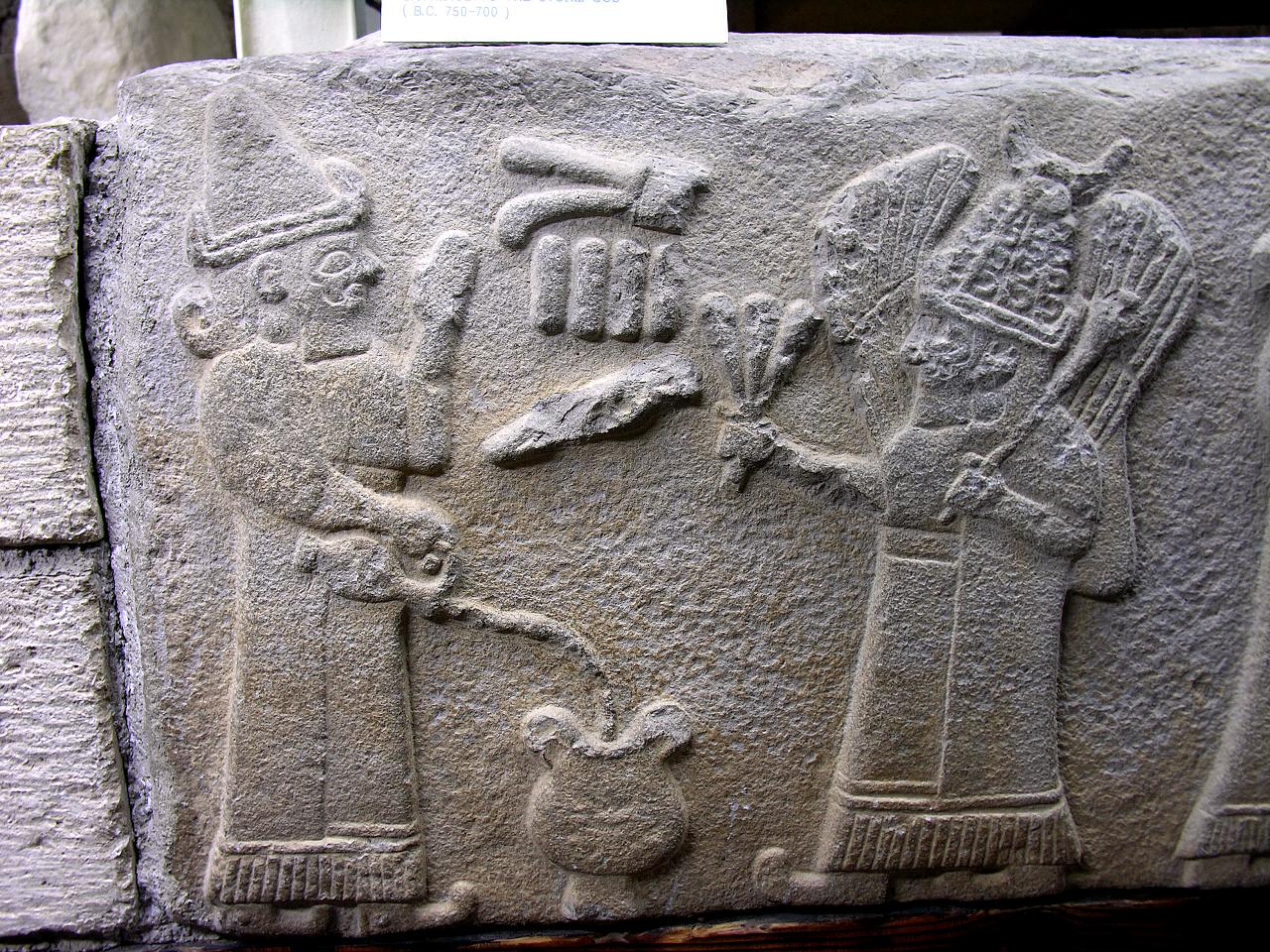
Trankopfer, auch Libationsopfer, an den luwischen Mondgott Arma. Relief aus Arslantepe

Arma war ein anatolischer Mondgott.

## Namen
Der Name kann als protoanatolisch *ʿOrmo- „Wanderer“ rekonstruiert werden. Als Mondgott ist er in der Form Arma- für Hethiter und Luwier überliefert. Im Lykischen hieß er Erm̃ma-, Arm̃ma-, auf karisch Armo (Dat.) und  auf lydisch Arm-. In Keilschrifttexten wird er mit den Sumerogrammen dEN.ZU oder dXXX wiedergegeben, im Hieroglyphenluwischen mit einem Mondsichelchen, was mit (DEUS) LUNA transkribiert wird.

## Verehrung, Aufgaben, Mythen
Während der hattische Mondgott Kašku kaum verehrt wurde, empfing der hethitisch-luwische Arma große Verehrung. Insbesondere für die Luwier war der Mond mit den Monaten der Schwangerschaft verbunden, sodass der Mondgott schwangere Frauen beschützte und bei der Geburt half (vgl. hethitisch armaḫḫ- "schwängern, schwanger werden" und armai- "schwanger sein"). Daher hatte der Mondgott einen wichtigen Platz im Familienkult. Er diente aber auch als wichtige Schwurgottheit in staatlichen Angelegenheiten. Seine Gattin war die aus Mesopotamien übernommene Nikkal.
Der bekannteste Mythos, in dem der Mondgott vorkommt, ist hattischen Ursprungs. In diesem Mythos fiel der Mondgott Kašku vom Himmel herab auf den Marktplatz/das Torhaus der Stadt Laḫzan/Liḫzina. Der erzürnte Wettergott schickte dem gefallenen Mondgott starke Regengüsse hinterher, sodass diesen die Furcht befiel. Die Göttinnen Ḫapantali und Kamrušepa halfen ihm schließlich mittels Beschwörungen.

## Gleichsetzung

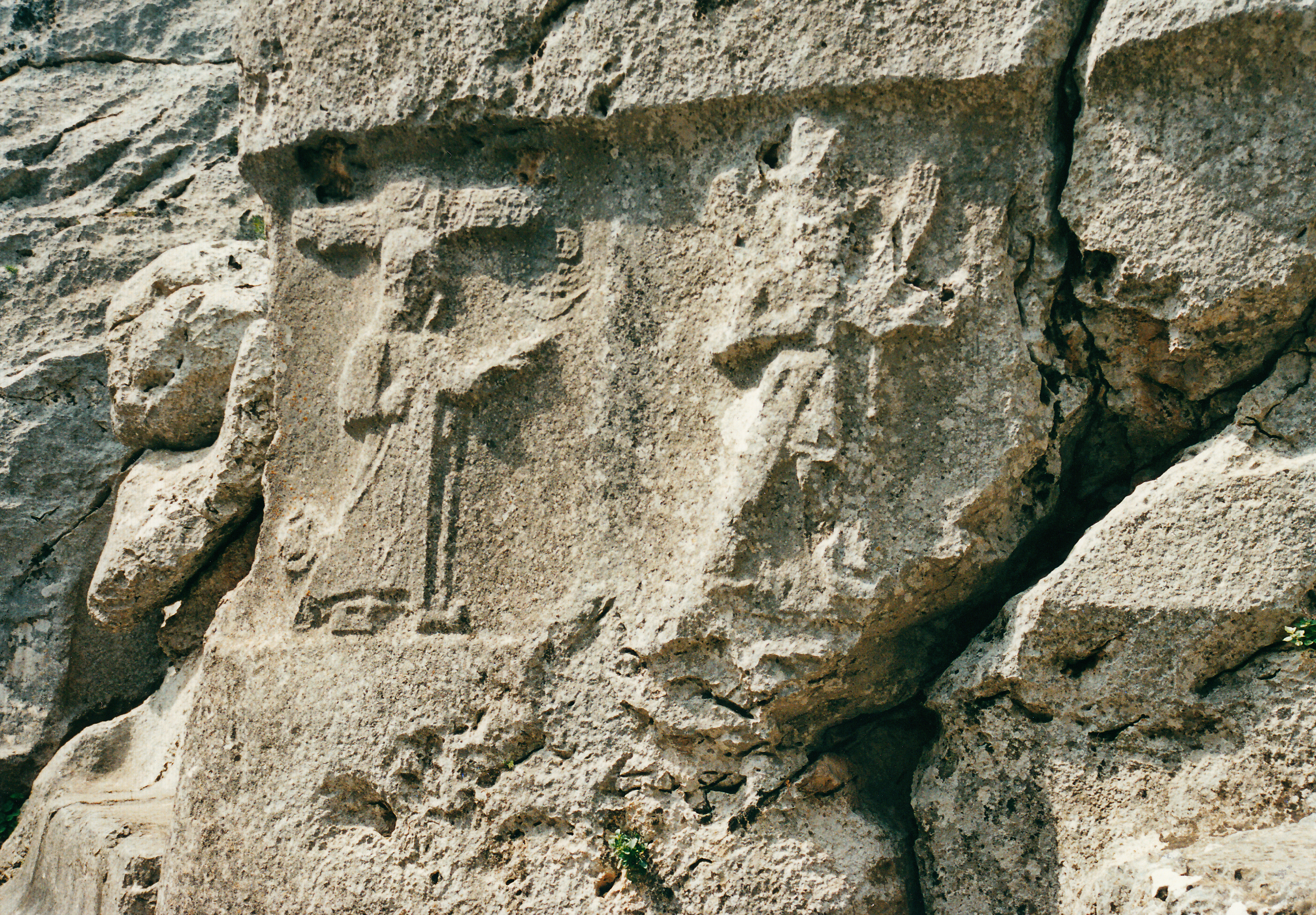
Darstellung des Mondgottes Arma in der Gestalt des hurritischen Mondgottes Kušuḫ im Felsheiligtum von Yazılıkaya

Arma wurde mit dem hurritischen Mondgott Kušuḫ identifiziert, so auch in dem in hethitischen Quellen überlieferten hurritischen "Gesang von Silber", in dem der Mondgott dem Götterfeind Silber unterliegt und von ihm vom Himmel geholt wird. Im Felsheiligtum Yazılıkaya wird er als bärtiger Gott mit Flügeln, spitzer Kappe mit Mondsichel an der Spitze dargestellt.
In Syrien fand eine Angleichung an den Kult des Mondgottes von Ḫarran statt, insbesondere im 1. Jahrtausend v. Chr., wo der harranäische Arma zu den Hauptgottheiten des luwischen Pantheons gehörte.